# Самбур Аркадій Гесейович
Аркадій Гесейович Самбур (1 березня 1911, Ромни — 1988) — український радянський художник; член Спілки радянських художників України.

## Біографія
Народився 1 березня 1911 року в місті Ромнах (нині Сумська область, Україна). 1929 року закінчив Московський робітфак мистецтв імені Анатолія Луначарського; у 1934 році — Ленінградський інститут живопису, скульптури та архітектури імені Іллі Рєпіна, де навчався у Костянтина Рудакова, Петра Уткіна, Михайла Бобишова.
Протягом 1935—1946 років обіймав посаду головного художника в театрах Дзауджикау, Уфи, Куйбишева, Полтави; у 1946—1958 роках працював художником-постановником Театру Радянської армії в Одесі та Львові. З 1958 року викладав в Одеському художньому училищі.
Мешкав в Одесі на вулиці Воровського, № 1, квартира № 21. Помер у 1988 році.

## Творчість
Працював у галузях театрально-декораційного мистецтва, станкового живопису та графіки. Оформив вистави:
- «Зоря» Георгія Джимієва (1936; Північно-Осетинський державний театр);
- «Шельменко-денщик» Григорія Квітки-Основ'яненка і «Шинкарка» Карло Ґольдоні (1942; Київський український драматичний театр імені Івана Франка);
- «Ніч помилок» Олівера Голдсміта (1950; Одеський російський драматичний театр Радянської армії).

Автор живописної картини «Німі свідки» (1947), літографії «Вітер» (1962). Створив серію етюдів Одеси, Львова, Криму, Дубровника, Кавказу, Алтаю. 
Брав участь у республіканських виставках з 1954 року.